# Bahnhof St. Ingbert
Der Bahnhof St. Ingbert gehört zu den fünf wichtigen Bahnhöfen im Saarland; er liegt am Rand der Innenstadt von St. Ingbert, eine Bushaltestelle vom lokalen zentralen Busbahnhof entfernt.
Heute existieren zwei Bahnhofsgebäude: Das alte wird seit einigen Jahren von einem Restaurationsbetrieb genutzt, nachdem es zuvor renoviert, aber vom Baukörper nicht wesentlich verändert worden war; im neueren Gebäude (von vor 1900) sind nach Schließung des Fahrkartenschalters und der ehemaligen Bahnhofsgaststätte, in welcher heute ein Irish Pub betrieben wird, noch eine Bahnhofsbuchhandlung vorhanden.

## Geschichte

### Streckengeschichte

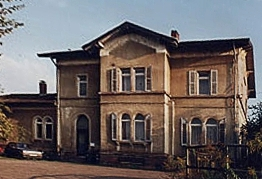
Altes Bahnhofsgebäude St. Ingbert von 1867, in dem sich heute ein Restaurant befindet, Straßenseite (Norden)

Das erste Empfangsgebäude (49° 16′ 32″ N, 7° 6′ 45″ O) in St. Ingbert, das damals zum pfälzischen Teil des Königreiches Bayern gehörte, wurde nach Angaben der Bundesbahndirektion Saarbrücken im Zug der im selben Jahr fertiggestellten Würzbachbahn von Schwarzenacker nach St. Ingbert nördlich der Gleise (der Stadt hin zugewandt) 1867 errichtet. Mehrere Jahre lang besaß St. Ingbert nur einen Kopfbahnhof ohne weitere Anschlüsse. 1879 wurde die Bahnstrecke nach Saarbrücken verlängert. Infolge steigenden Verkehrs und entsprechend größerem Repräsentationsbedürfnis wurde auch ein neues Bahnhofsgebäude nötig, das schräg gegenüber dem alten auf der südlichen Seite des Gleisstrangs entstand und heute noch in Betrieb ist.
Die vorhandenen Grundrisse wurden 1967 und 1984 erstellt und lassen fast nichts mehr von der ursprünglichen Raumaufteilung erahnen. Jedoch existieren aus dem Jahr 1879 wegen der geplanten Nutzungsänderung verschiedene Ansichten und ein Längenschnitt des damaligen Zustands, sodass sich Rückschlüsse ziehen lassen auf den ursprünglichen Grundriss.
Der Eingang befand sich im Mittelrisalit, sodass sich dahinter die Vorhalle befunden haben muss. Links davon lag das Treppenhaus, das für die Reisenden sicher nicht zugänglich war. In den übrigen Räumlichkeiten müssen sich die Warteräume mit Fahrkartenausgabe und die Gepäckexpedition befunden haben, jeweils mit einem eigenen Ausgang zum Bahnsteig. Ob der eingeschossige Anbau später angefügt worden ist, ist nicht bekannt. Vielleicht befand sich hier ein großer Wartesaal. Die direkten Zugänge zu den Gleisen sind ein Hinweis darauf.
Nachdem St. Ingbert 1867 mit Homburg durch eine Bahnstrecke verbunden worden war, erfolgte 1877–1879 der Anschluss an Saarbrücken. Dies war auch der Anlass zum Bau eines repräsentativeren Bahngebäudes, das fast genau auf der anderen Gleisseite entstand, so dass an der Gleisführung nichts geändert werden musste. Das Gebäude muss 1879 eröffnet worden sein, da aus diesem Jahr Ansichten des Vorgängerbaus erhalten sind, der darauf bereits als „altes Bahnhofsgebäude“ bezeichnet wird.

### Baugeschichte
Das Schema des Bahnhofs St. Ingbert ist für einige saarländische Bahnhöfe des Rundbogenstils typisch: neben diesem Gebäudetyp taucht auch vor allem die Kombination von Rundbogenfenstern im Erdgeschoss und Rechteckfenstern im Obergeschoss immer wieder auf. Ebenfalls typisch ist die schon besprochene Schlichtheit und das Fehlen von vertikalen Gliederungselementen; ungewöhnlich ist auch hier der einzelne Eingang im Risalit.

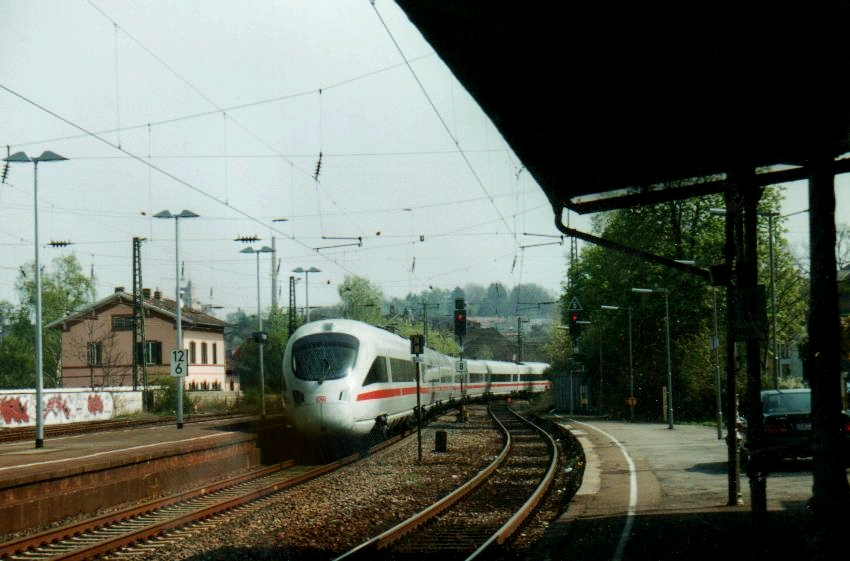
Noch alter Bauzustand am Hausbahnsteig – links das alte Bahnhofsgebäude

Das Gebäude bestand aus einem zweigeschossigen, verputzten Hauptbau mit drei Achsen, wobei die mittlere zur Stadt hin als Risalit mit Frontgiebel vorspringt. Im Osten befand sich ein eingeschossiger, zweiachsiger Anbau. Die Satteldächer sind traufständig. Der Sockel läuft rundherum, zur Straße hin ist er profiliert und besitzt ein Sockelgesims. An der Straßenfassade befinden sich im Erdgeschoss profilierte Rundbogen-Zwillingsfenster mit Fensterbänken auf Konsolen und im Mittelrisalit ein rundbogiger Eingang mit Freitreppe. Die Rundbogen waren im oberen Teil stark verbreitert. Darüber verliefen am Hauptbau ein einfaches Gurtgesims und darüber ein ausgeprägteres Sohlbankgesims. Im Obergeschoss besaß der Risalit ein rechteckiges, profiliertes Zwillingsfenster mit segmentbogigen Überfangbogen, in den Rücklagen saß je ein einzelnes Rechteckfenster. Auf der Gleisseite ohne Risalit waren im Erdgeschoss fünf rundbogige Türen. Der Hauptbau besaß ein vermutlich später angefügtes Schutzdach in Höhe des Sohlbankgesimses. Darüber befanden sich drei einzelne Rechteckfenster. Wie an der Straßenfassade verlief unter dem Dach ein bandartiges Gesims. Die beiden Schmalseiten wiesen ähnliche Gestaltungen auf.
Seitdem wurden verschiedene Umbauten durchgeführt: auf der Gleisseite wurde das Schutzdach entfernt und sämtliche Türen zu Fenstern vermauert. Der Eingang der Straßenfassade wurde nach links versetzt und stattdessen ein Zwillingsfenster eingefügt. Sämtliche Fenster erhielten Läden.

Das zweite Bahnhofsgebäude im Originalzustand ca. 1898 mit Uhrenturm

Leider sind auch beim zweiten Bahnhofsgebäude keine Originalgrundrisse mehr erhalten. Zwei jüngere Grundrisse zeigen bereits den östlichen Anbau. Über die Innenaufteilung kann fast nichts gesagt werden. Wie aber auf zwei Ansichten von 1908 zu erkennen ist, konnte damals die Vorhalle durch zwei zentrale Eingänge betreten werden. Eine weitere Tür im Osten führte ins Treppenhaus. Auf der Gleisseite besaßen wieder alle Räume eigene Ausgänge zu den Gleisen.
Bei dem ursprünglichen Gebäude handelte es sich um einen Rechteckbau mit Mittelrisalit zur Straße hin und einem zweiten Mittelrisalit an der östlichen Schmalseite, über dem sich ein Uhrturm erhob. Die Straßenfassade wurde durch den Risalit eindeutig hervorgehoben, während die Gleisseite flach war und die Fensterformen wiederholte. Da die Zufahrtsstraße von Osten her auf das Empfangsgebäude zuführte und dahinter endete, der Reisende die östliche Schmalseite also noch vor der Hauptfassade sah, wurde diese durch eine besonders reiche Gestaltung betont, die heute allerdings durch einen Anbau an Bedeutung verliert. Der Turm, vielleicht kriegszerstört, war 1910 noch erhalten (siehe Foto).

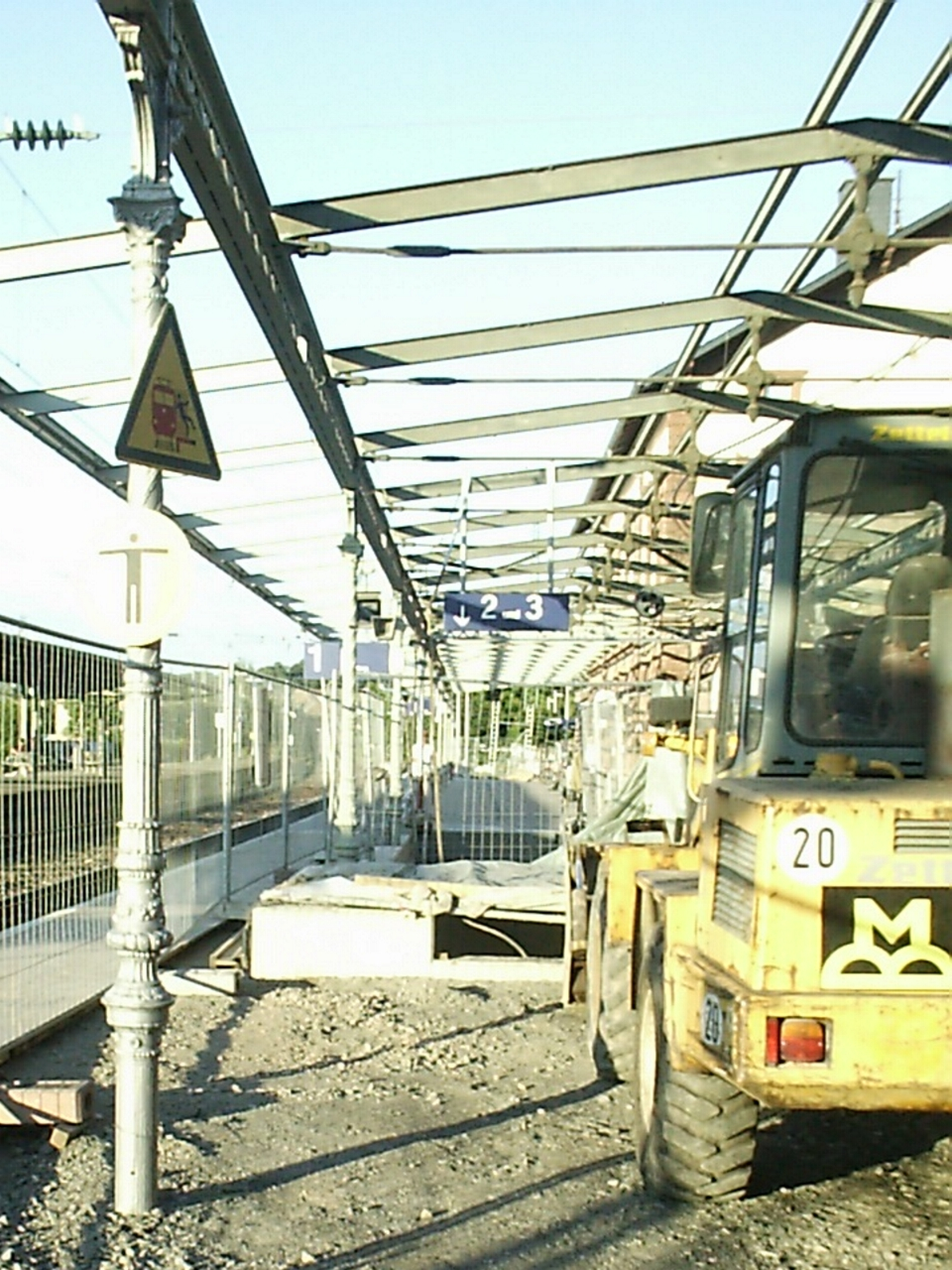
Vordach Hausbahnsteig im Bau (August 2007)

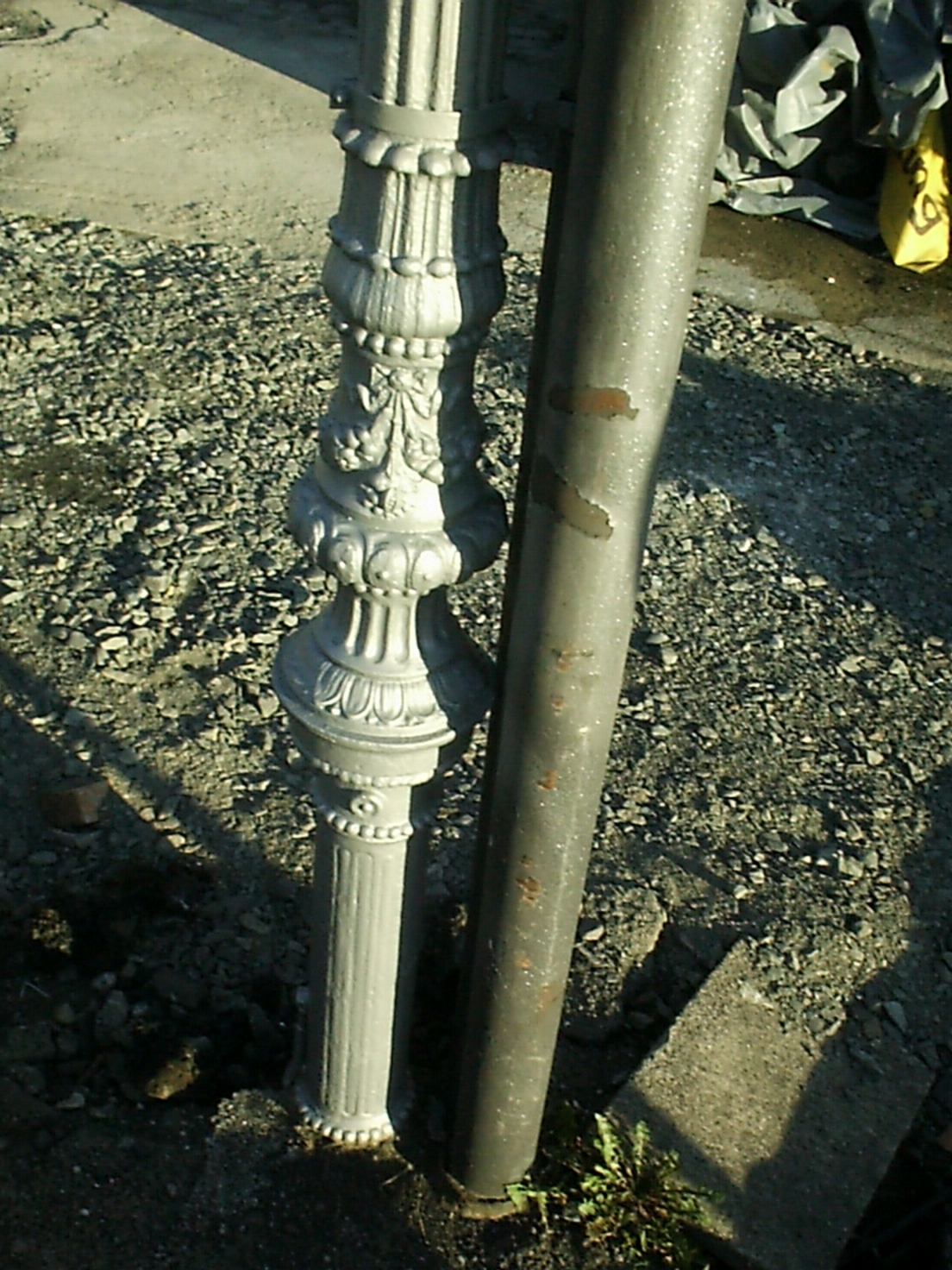
Kandelaberfuß

Auf Plänen von 1908 ist der westliche Anbau bereits vorhanden. Er ist wahrscheinlich nicht ursprünglich, wurde aber auf jeden Fall irgendwann nach 1908 um das Doppelte erweitert. Der östliche Anbau wurde 1911 angefügt, um den Wartesaal der 3. Klasse darin unterzubringen. 1924 fand hier die Bahnhofsgaststätte Platz. 1911 wurde außerhalb des Gebäudes die Unterführung zu den Bahnsteigen angelegt, sodass die Fahrgäste heute ohne Umweg durch die Halle zu den Zügen gelangen können. Etwa zur selben Zeit wurde wahrscheinlich auch die Bahnsteigüberdachung mit den gusseisernen Säulen angebracht, die 1910 noch nicht vorhanden war.
Die eingeschossigen Anbauten wiederholen, zum Teil vereinfacht, die Formen des Hauptbaus. Der vielleicht ursprüngliche Teil im Westen besitzt eine Art Attika, die das Pultdach verdeckt. Über den Bahnsteigen, die man durch einen auf der Rückseite liegenden Personentunnel erreicht, befinden sich Schutzdächer, die auf aufwändig gestalteten, gedrehten Gusseisen-Säulen mit Kompositkapitellen ruhen.

## Bewertung

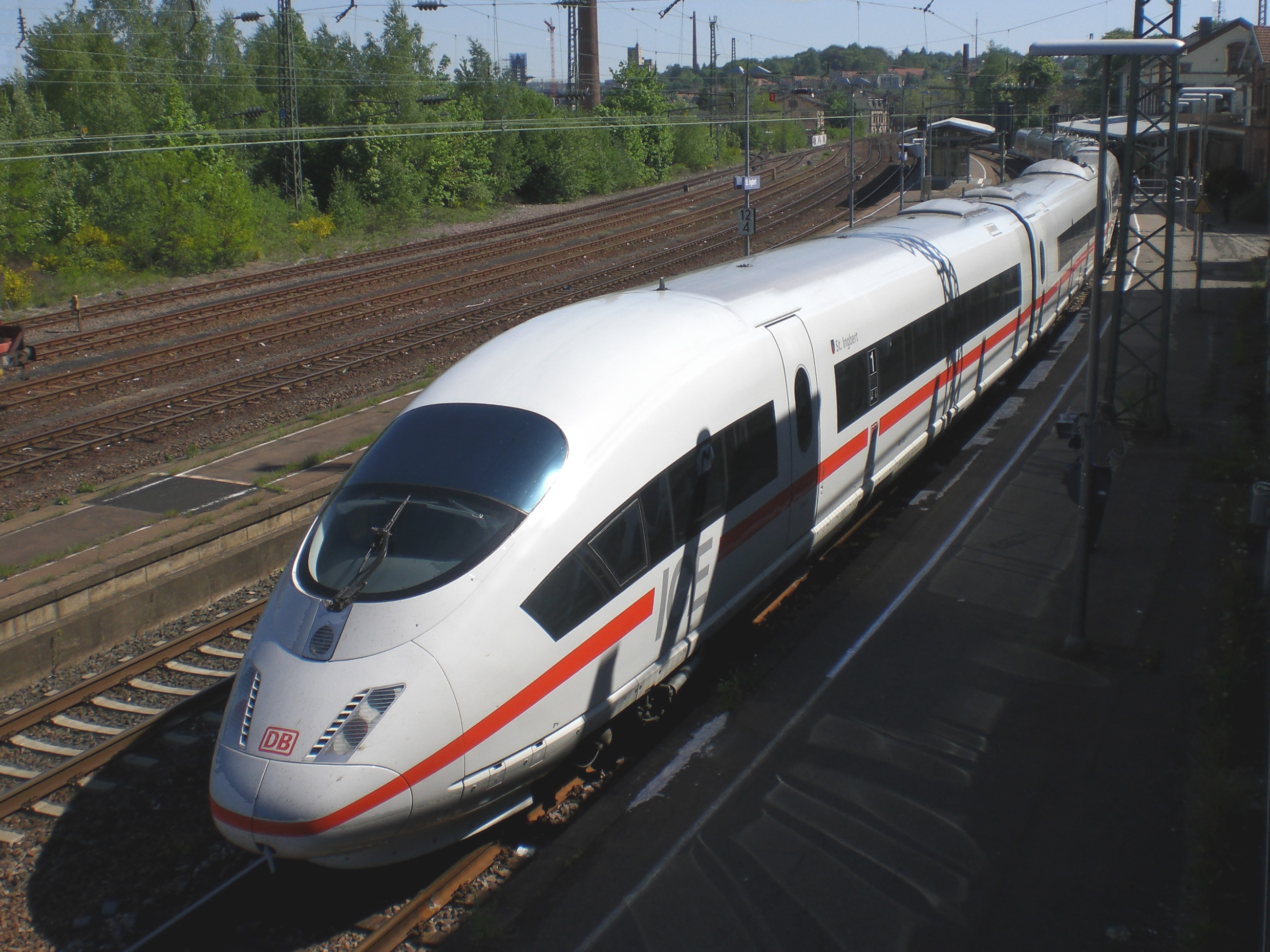
Die Stadt St. Ingbert ist Namenspatron des ICE3-Triebzuges 403 058/558

Das Empfangsgebäude des Bahnhofs St. Ingbert ist mit einiger Berechtigung vielleicht das repräsentativste saarländische Bahnhofsgebäude. Das mag mit dem nun endlich eintretenden wirtschaftlichen Aufschwung zusammenhängen, auf den die St. Ingberter wegen des lange hinausgezögerten Bahnanschlusses mit Saarbrücken hatten warten müssen. Auch durch die geografische Lage an der bayerisch-preußischen Grenze hatte St. Ingbert eine besonders repräsentative Funktion inne, denn offensichtlich wollte man einen bayerischen Gegenpol zu den repräsentativen preußischen Empfangsgebäuden schaffen – vielleicht auch ein Hinweis auf die Sonderstellung, die Bayern im Deutschen Reich einnahm.
In St. Ingbert wählte man als Bautyp des Renaissance-/ Barock-Schlosses, als Stil die italienisch geprägte Neurenaissance. Der Baumeister bevorzugte eine freie Nachahmung der Renaissanceformen: das gequaderte Erdgeschoss steht im Gegensatz zu dem verputzten Obergeschoss und erinnert so an die rustizierten Sockelgeschosse der Renaissance. Auch die Segmentgiebel und die rustizierten Lisenen sind von hier übernommen. Es gibt jedoch auch klassizistisch anmutende Elemente, die keine Vorbilder haben, so die akroterartigen Aufsätze der Fenster. Im Gegensatz dazu stehen die stark vereinfachten Pilaster. Fremd wirkte sicher auch der Turm, der zwar mit Eckrustizierung und Dreiecksgiebeln „klassizistisch“ geschmückt, durch seine Proportionen und das Satteldach jedoch völlig unklassisch war. Die plastische Gestaltung des Vorbaus, der auf den wuchtigen Voluten ruht, wirkt dagegen fast manieristisch.
Das Drillingsfenster erinnert mit seiner Betonung der Mittelachse und des ersten Obergeschosses an die barocke Architektur. Ebenso „barock“ sind die Ohrenrahmen der Fenster und die Attika des westlichen Anbaus. Barocke Elemente sind übrigens durchaus üblich an Gebäuden der Neurenaissance, ja sie sind oft geradezu typisch, da man nicht auf eine besonders repräsentative Wirkung verzichten wollte. Mit zunehmender Erforschung des Barock setzten sich dessen Formen immer stärker durch.
Ein vergleichbares Empfangsgebäude ist der ebenfalls bayerische Ludwigsbahnhof in Fürth, der 1885/1886 erbaut wurde. Es handelt sich hierbei um den gleichen Gebäudetypus, der sich jedoch in der Binnengestaltung vielleicht noch stärker an die Renaissance anlehnt. Auf der Gleisseite befinden sich im Erdgeschoss wieder die schon besprochenen Rundbogenöffnungen. In den Obergeschossen sind Fenster mit Segment- und Dreiecksgiebeln, die aus der Hochrenaissance stammen. Kräftig rustizierte Ecklisenen sind die einzigen vertikalen Elemente, während mehrere Gesimse und ein Rundbogenfries den Bau horizontal gliedern. Besonders interessant ist die Gestaltung der Schmalseite, die mit „Tempelfront-Aufsatz“ und seitlichen Voluten Kirchenfassaden nachgebildet ist und die Bahnhofsuhr trägt. Die aufwändige Gestaltung einer Schmalseite ist selten und hat wohl den gleichen Grund wie in St. Ingbert: die Zufahrt erfolgte nur von dieser Seite aus.
In den frühen 1970er Jahren war St. Ingbert auch Schnellzug-Halt. Erst mit dem Fahrplanwechsel 1991 und der Einführung der Interregio-Züge Richtung Stuttgart und Frankfurt am Main entfielen die Schnellzughalte komplett. Ab Mai 1979 hielten sogar die Schnellzüge Paris–Saarbrücken–Berlin dort. Dafür wurde eigens der Hausbahnsteig am Gleis 1 auf eine für 15 Wagenzüge ausreichende Länge gebracht (411 Meter). Der Mittelbahnsteig gestattet den Halt von höchstens acht Wagen pro Zug (301 Meter).
Der Bahnhof fertigte bis in die 1990er-Jahre auch Güterverkehr ab. Dazu gab es ein eigenes Abfertigungsgebäude (Güterschuppen) aus der gleichen Bauzeit wie der „Neue Bahnhof“ westlich des Bahnhofsgebäudes sowie ein langes Ladegleis mit Laderampe südlich entlang der Bahntrasse mit großer Freiverladefläche.

## Heutige Situation
Nach jahrzehntelangem Verfall einschließlich Schließung des Fahrkartenschalters im Jahre 2004 wurde auf Drängen der Stadt St. Ingbert jetzt von Seiten der Deutschen Bahn im Bahnhof investiert, nachdem der Bahnhofsvorplatz von der Stadt einige Jahre zuvor sehr aufwändig gestaltet worden ist. Der Hausbahnsteig wurde erneuert und dabei von 38 Zentimeter Höhe auf 55 Zentimeter angehoben. Der Mittelbahnsteig ist jetzt behindertengerecht zugänglich, dafür wurden auf dem Hausbahnsteig und im Mittelbahnsteig zwei Aufzüge installiert, wofür jeweils eine der Doppeltreppen weichen musste.
Der Bahnhof verfügt neben den drei Bahnsteiggleisen außerdem über drei Abstellgleise (nördlich der Bahntrasse) – Gleis 4 ist LÜ-Gleis und wird auch von durchgehenden Güterzügen genutzt – sowie über zwei Anschlussgleise, einer zum ehemaligen Güterbahnhofsareal, einer nördlich in das neue Gewerbegebiet „DNA (Drahtwerk Nord Areal)“ (Strecke 3253 ab Weiche 10). Das Gleis in das Industriegebiet Süd (ehemaliges Fauser-Landsieg-Margarinewerk, ehemalige Glashütte und ehemaliges Dampfkesselwerk), das die alte Strecke nach Hassel darstellt (siehe Hasseler Tunnel), ist nicht mehr in Betrieb, Weiche und Gleise sind aber noch vorhanden.
In St. Ingbert halten alle RB- und RE-Züge der Kursbuchstrecken 670 und 674. Es fahren halbstündlich Regionalbahnen sowohl in Richtung Homburg (Saar) – mit stündlicher Weiterfahrt nach Kaiserslautern, als auch nach Saarbrücken und oft weiter bis Merzig von dort stündlich weiter nach Trier über die Saarstrecke. Außerdem fahren meist stündlich Regional-Express-Züge bis nach Mannheim und Koblenz durchgehend. Auf der Schwarzbachtalbahn verkehrt nur der Frühzug durchgehend bis Landau, alle anderen stündlich bis Pirmasens.
Im Juni 2008 gab Saar-Wirtschaftsminister Rippel bekannt, dass das Saarland zwei Millionen Euro in den Ausbau der Bahn-Verbindung zwischen Dillingen und St. Ingbert investiert. Seit Sommer 2009 fahren die Züge zwischen beiden Städten ähnlich einer S-Bahn im angenäherten Halbstunden-Takt. Mit den in St. Ingbert haltenden RE-Zügen wird dieser Takt noch weiter verdichtet.
Am 19. Februar 2016 wurde ein Videoreisezentrum eröffnet.
Seit 2022 verfügt jeder Bahnsteig über digitale Zugzielanzeiger.

## Verkehr

### Regionalverkehr
Vom Bahnhof St. Ingbert verkehren drei Regionalbahn-Linien und eine Regionalexpress-Linie.
| Linie                    | Verlauf | Takt   |
| ------------------------ | --- | ------ |
| RE 1                     | Koblenz Hbf – Trier Hbf – Dillingen (Saar) – Saarlouis Hbf – Saarbrücken Hbf – St. Ingbert – Kaiserslautern Hbf – Mannheim Hbf | 60 min |
| RB 71                    | Trier Hbf – Dillingen (Saar) – Saarlouis Hbf – Saarbrücken Hbf – St. Ingbert – Homburg (Saar) Hbf                              | 60 min |
| RB 70                    | Merzig (Saar) – Dillingen (Saar) – Saarlouis Hbf – Saarbrücken Hbf – St. Ingbert – Homburg (Saar) Hbf – Kaiserslautern Hbf     | 60 min |
| RB 68                    | Saarbrücken Hbf – St. Ingbert – Rohrbach (Saar) – Zweibrücken Hbf – Pirmasens Hbf                                              | 60 min |
| Stand: 15. Dezember 2024 | |        |

### Busverkehr
Die Linie R6 des Regiobusses nach Neunkirchen fährt von 04:45 Uhr bis 00:25 Uhr des nächsten Tages von St. Ingbert ab. Vor dem Bahnhof St. Ingbert sind 24 Stunden am Tag Taxis in Fahrbereitschaft.
| Linie | Linienverlauf | Takt      |
| ----- | --- | --------- |
| 170   | Universität Busterminal – Rendezvousplatz – Bahnhof                                                                        | 30–60 min |
| 504   | St. Ingbert – Heckendalheim – Ommersheim – Aßweiler – Erfweiler-Ehlingen – Rubenheim – Herbitzheim – Gersheim – Walsheim   | 60 min.   |
| 521   | Fliederstraße – Bahnhof – Rendezvousplatz – Mühlwaldstadion – Rohrbach Ortsmitte – Rohrbach Nord                           | 60 min.   |
| 522   | Schmelzerwald – Bahnhof – Rendezvousplatz – Mühlwaldstadion – Rohrbach Ortsmitte – Rohrbach Süd                            | 60 min.   |
| 523   | Rendezvousplatz – Rote-Flur-Straße – Lendelfinger Weg – Das Blau-Kreisel – Stadtwerke – Hobels – Bahnhof – Rendezvousplatz | 60 min.   |
| 525   | Rendezvousplatz – Hassel – Oberwürzbach – Bahnhof – Rendezvousplatz                                                        | 60 min.   |
| 526   | Rendezvousplatz – Bahnhof – Oberwürzbach – Hassel – Rendezvousplatz                                                        | 60 min.   |
| R6    | Neunkirchen – Spiesen – Elversberg – St. Ingbert                                                                           | 30 min.   |

## Sonstiges
Laut einem Bericht der Saarbrücker Zeitung gab es am 12. Juni 2008 bei einem Gedränge auf dem St. Ingberter Bahnhof mehrere leicht Verletzte. Die Fahrgäste eines ICE aus Paris in Richtung Frankfurt waren aufgefordert worden, den Zug in St. Ingbert zu verlassen und in einen IC aus Frankfurt umzusteigen, der ebenfalls seine Fahrgäste aufgefordert hatte, für die Weiterfahrt in den ICE zu wechseln. Bei der Umsteige-Aktion, an der hunderte Reisende beteiligt waren, kam es auf Grund der Platzverhältnisse zu großer Enge. Laut Augenzeugen-Berichten wurden mindestens zwei Menschen bei Stürzen leicht verletzt. Die Bahn sprach von einer „unglücklichen Verkettung von Zugausfällen“.